# Slavoutytch (métro de Kiev)
Slavoutytch (ukrainien : Славутич ; russe : Славутич, Slavoutitch) est une station de la ligne Sirets'ko-Petchers'ka (M3) du métro de Kiev. Elle est située dans le raïon de Darnitsa de la ville de Kiev en Ukraine.
Mise en service en 1992, elle est desservie par les rames de la ligne M3. Le service est arrêté ou perturbé depuis l'invasion de l'Ukraine par la Russie en 2022.

## Situation sur le réseau
Établie en souterrain, la station Slavoutytch, est une station de passage de la Ligne Sirets'ko-Petchers'ka (M3) du métro de Kiev. Elle est située entre la station Vydoubytchi, en direction du terminus ouest Syrets, et la station Ossokorky, en direction du terminus est, Tchervonyï khoutir.
Elle dispose d'un quai central encadré par les deux voies de la ligne.

## Histoire
La station Slavoutytch est mise en service le 30 décembre 1992, lors de l'ouverture à l'exploitation de la section de Vydoubytchi à Ossokorky. Elle est conçue par les architectes N. Alyoshkin, A. Krushinsky.

## Services aux voyageurs

### Desserte
Slavoutytch est desservie par les rames de la ligne M3.

Installations et desserte
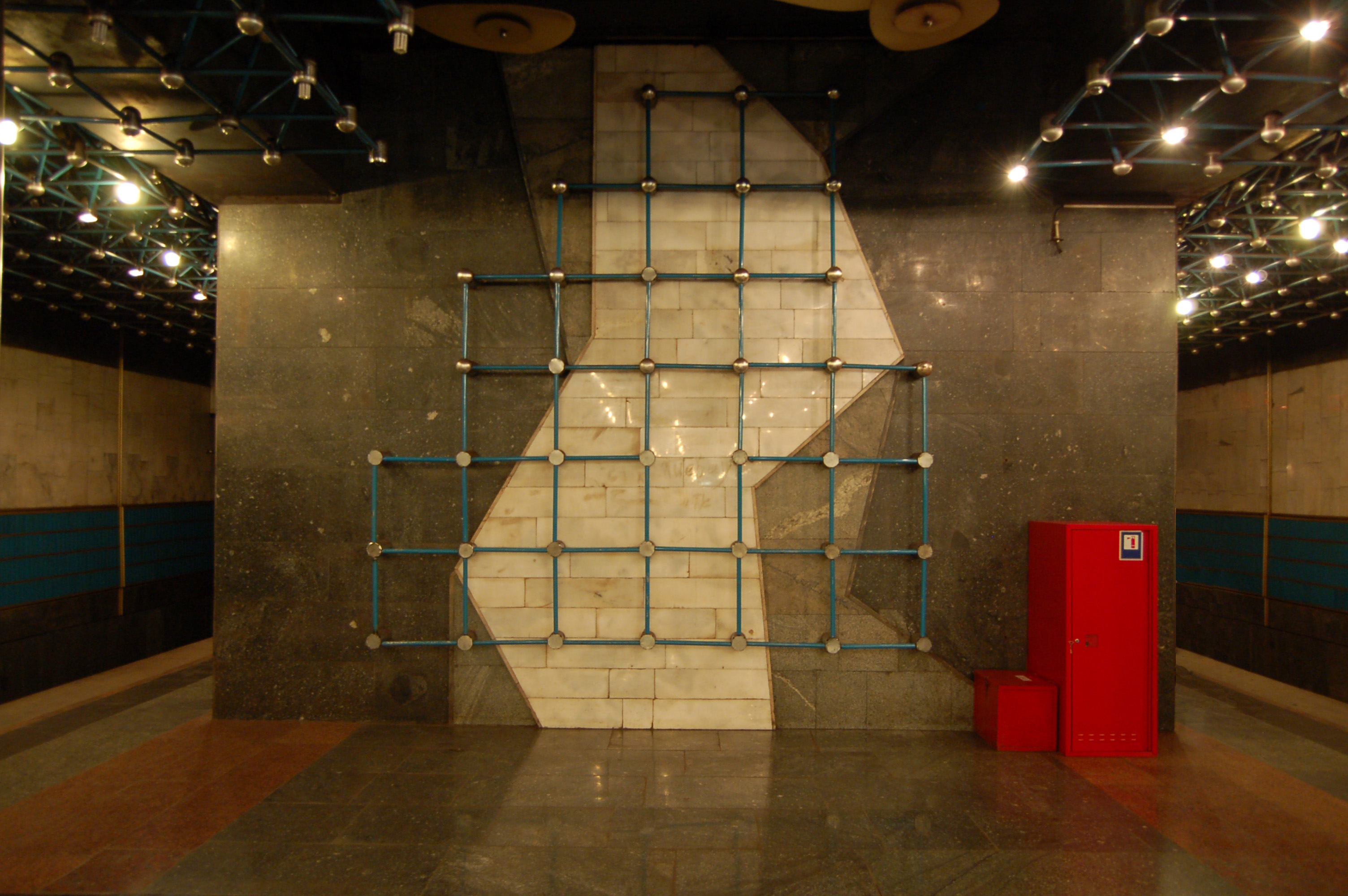
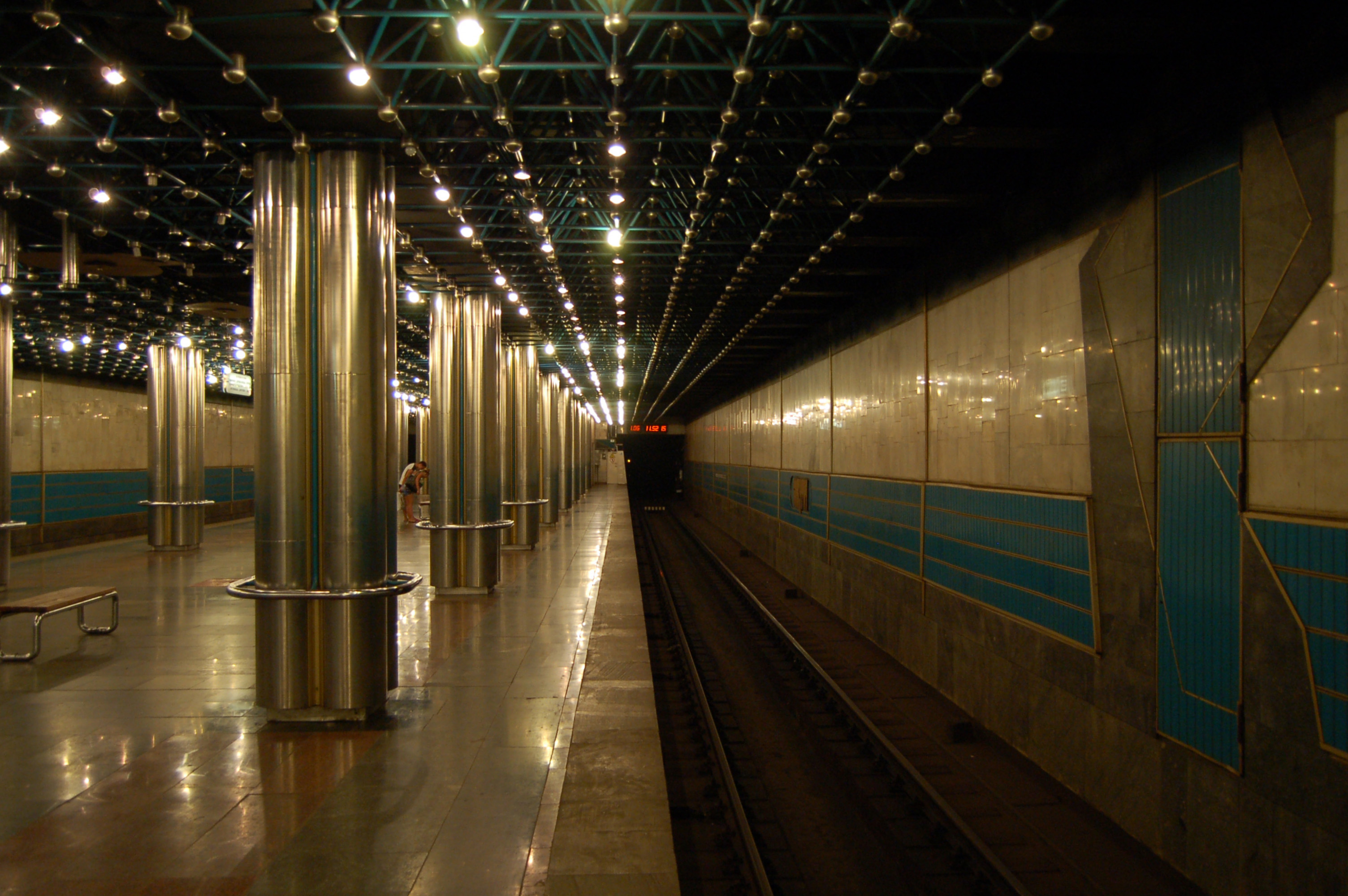
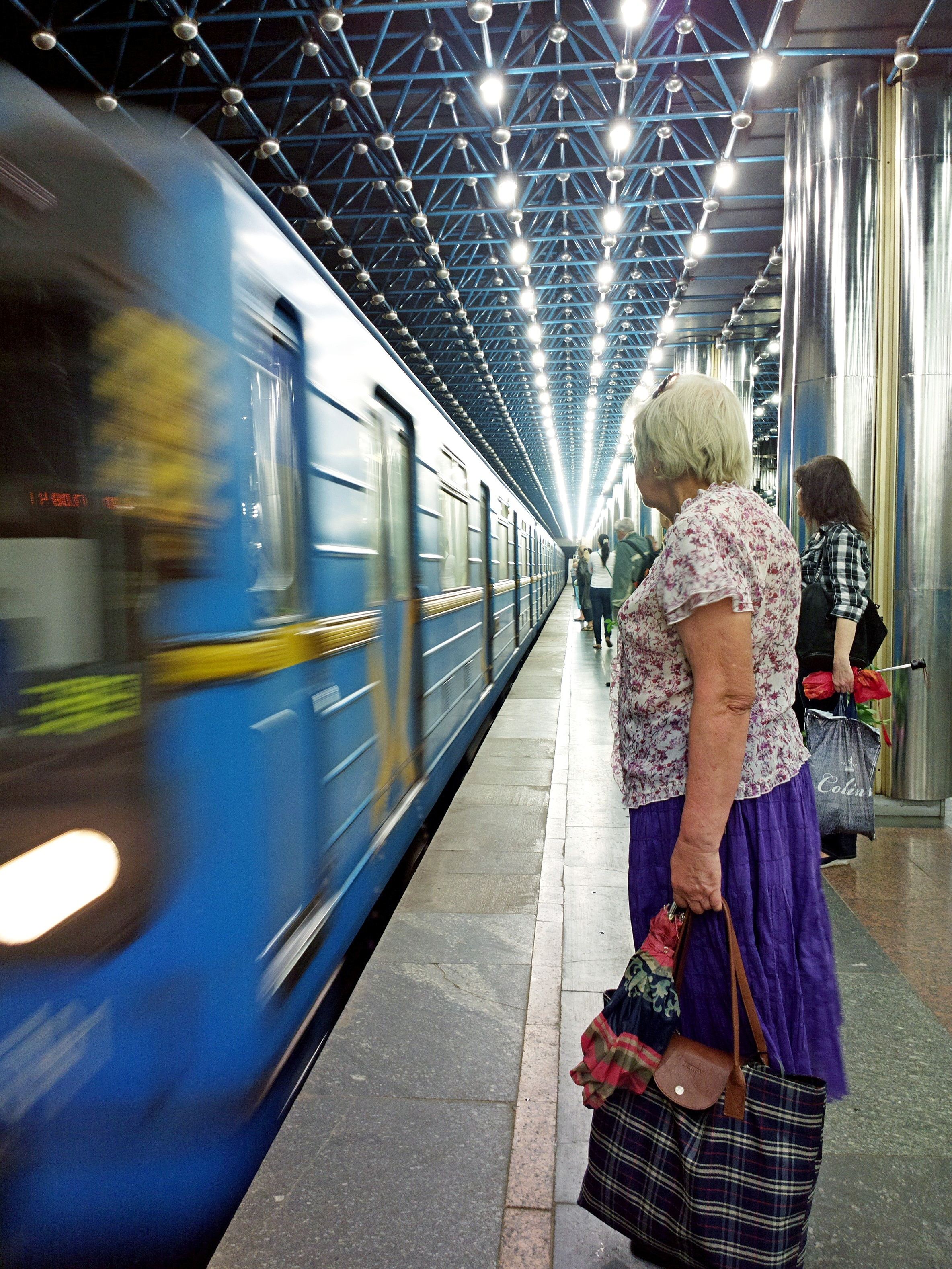